# Jelena Hoffmann
Jelena Hoffmann, geb. Rubanowa, (* 22. März 1947 in Moskau) ist eine ehemalige deutsche Politikerin (SPD). Von 1994 bis 2005 war sie Mitglied des deutschen Bundestags.

## Leben
Hoffmann wurde am 22. März 1947 in Moskau als Jelena Rubanowa geboren. Nach dem Abitur 1965 absolvierte Jelena Hoffmann ein Studium der Halbleitertechnologie am Moskauer Energetischen Institut, das sie 1971 als Diplom-Ingenieurin für Elektrotechnik beendete.
Nach ihrer Heirat mit einem Deutschen siedelte Hoffmann 1975 aus der Sowjetunion in die DDR über.
Ab 1976 war sie in Karl-Marx-Stadt als Entwicklungsingenieurin im Bereich Forschung und Entwicklung von numerischen Steuerungen und anschließend als Produktmanagerin für elektronisches Spielzeug tätig. Von 1988 bis 1991 war sie wissenschaftliche Mitarbeiterin im Werkzeugmaschinenbau. Bis zu ihrer Wahl in den Bundestag 1994 war sie Geschäftsführerin eines mittelständischen Unternehmens im technischen Großhandel. In Chemnitz war sie stellvertretende Vorsitzende der AWO.
Sie lebt in Chemnitz und hat mit ihrem Mann drei Kinder.

## Politik
Hoffmann war ab 1991 Mitglied der SPD und gehörte dem Vorstand des SPD-Unterbezirks Chemnitz an. Für die SPD kandidierte sie 1994 bei der Bundestagswahl 1994 und zog über die Landesliste Sachsen in den Bundestag ein. Bei den Bundestagswahlen 1998 und 2002 errang sie als direkt gewählte Abgeordnete des Wahlkreises Chemnitz ein Mandat. Bei der Bundestagswahl 2002 erreichte sie im Wahlkreis Chemnitz 35,0 % der Erststimmen.
Im Bundestag beschäftigte sie sich in diversen Ausschüssen (Ausschuss für Wirtschaft und Arbeit, Auswärtiger Ausschuss, Tourismusausschuss) war Mittelstandsbeauftrage der SPD-Bundestagsfraktion. Außerdem war sie Mitglied der deutschen Delegation des Parlamentarischen Versammlung des Europarates und der Westeuropäischen Union, vorrangig mit wirtschaftlichen Bereichen und auswärtiger Politik und mit den Schwerpunkten Russland und Ukraine. Sie war Mitglied und Vorsitzende der deutsch-ukrainischen Parlamentariergruppe.
Nach der Vertrauensfrage von Bundeskanzler Gerhard Schröder am 1. Juli 2005 und der anschließenden Auflösung des Bundestages durch Bundespräsident Horst Köhler reichten Hoffmann und der Abgeordnete Werner Schulz (Bündnis 90/Die Grünen) am 29. Juli 2005 dagegen Klage beim Bundesverfassungsgericht ein, die am 25. August 2005 als unbegründet abgewiesen wurde.
Für die vorgezogene Bundestagswahl 2005 kandidierte sie nicht mehr. 2008 trat sie aus der SPD aus.

## Nach der Politik
Hoffmann gilt als Spezialistin für deutsch-ukrainische Geschäfts- und Politikbeziehungen mit internationaler Reputation. Sie ist Präsidentin des Bundesverbandes Deutscher Unternehmer in der Ukraine (BVDUU) und als Politik- und Wirtschaftsberaterin für europäische Unternehmen tätig, die Geschäftsbeziehungen zur Ukraine oder Deutschland unterhalten bzw. aufbauen möchten.
Von 2008 bis 2014 war sie Honorarkonsulin der Ukraine in Deutschland. Das von ihr geführte Honorarkonsulat in Leipzig war für das Bundesland Sachsen zuständig.
Von 2010 bis 2013 war sie geschäftsführende Vorsitzende des Deutsch-Ukrainischen Forums.
Sie ist Vorsitzende der Stiftung West-Östliche Begegnungen.